# Général Kléber (rose)
'Général Kléber' est une rose moussue obtenue en 1856 par Moreau-Robert rendant hommage au héros napoléonien, le général Kléber (1753-1800).

## Description

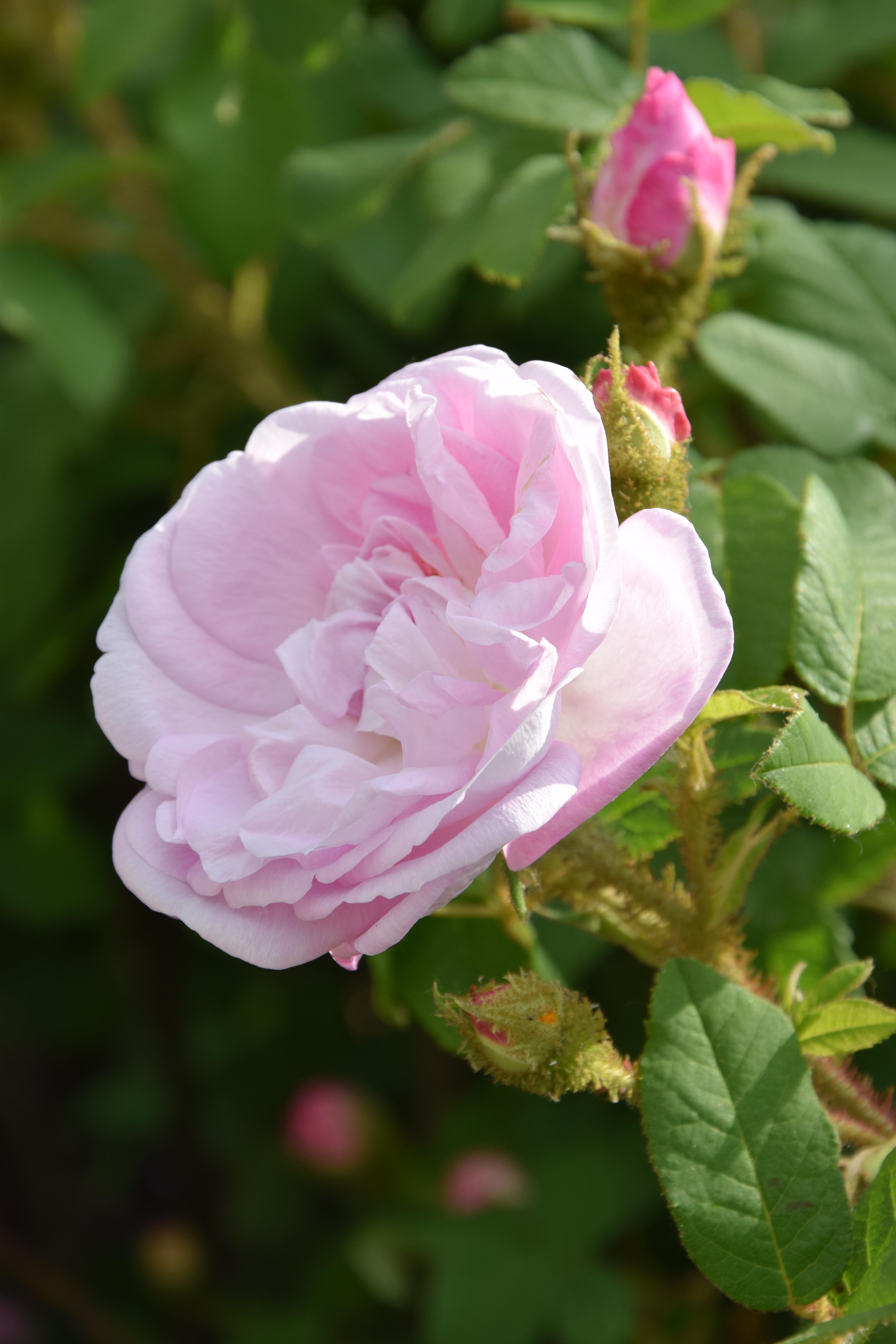
Rose 'Général Kléber' au jardin botanique de Berlin.

'Général Kléber' est un cultivar de rosier non remontant aux grandes fleurs (10 cm) légèrement parfumées. Celles-ci sont rose tendre, en forme de coupe et très pleines (41 pétales et plus). Les pédoncules sont densément moussus avec des calices recouverts de mousse, ce qui rend cette rose si spéciale. La floraison est longue en juin-juillet. 
Son buisson érigé et épais s'élève de 150 cm à 180 cm. Il est très résistant au froid rigoureux (zone de rusticité 4b). Il est un peu sensible à l'oïdium et a besoin d'un sol fertile et profond et d'une taille fréquente du vieux bois. La plantation en pot est possible. Il éclaire avec bonheur les plates-bandes.